# Partit Comunista de Galícia-Marxista Revolucionari

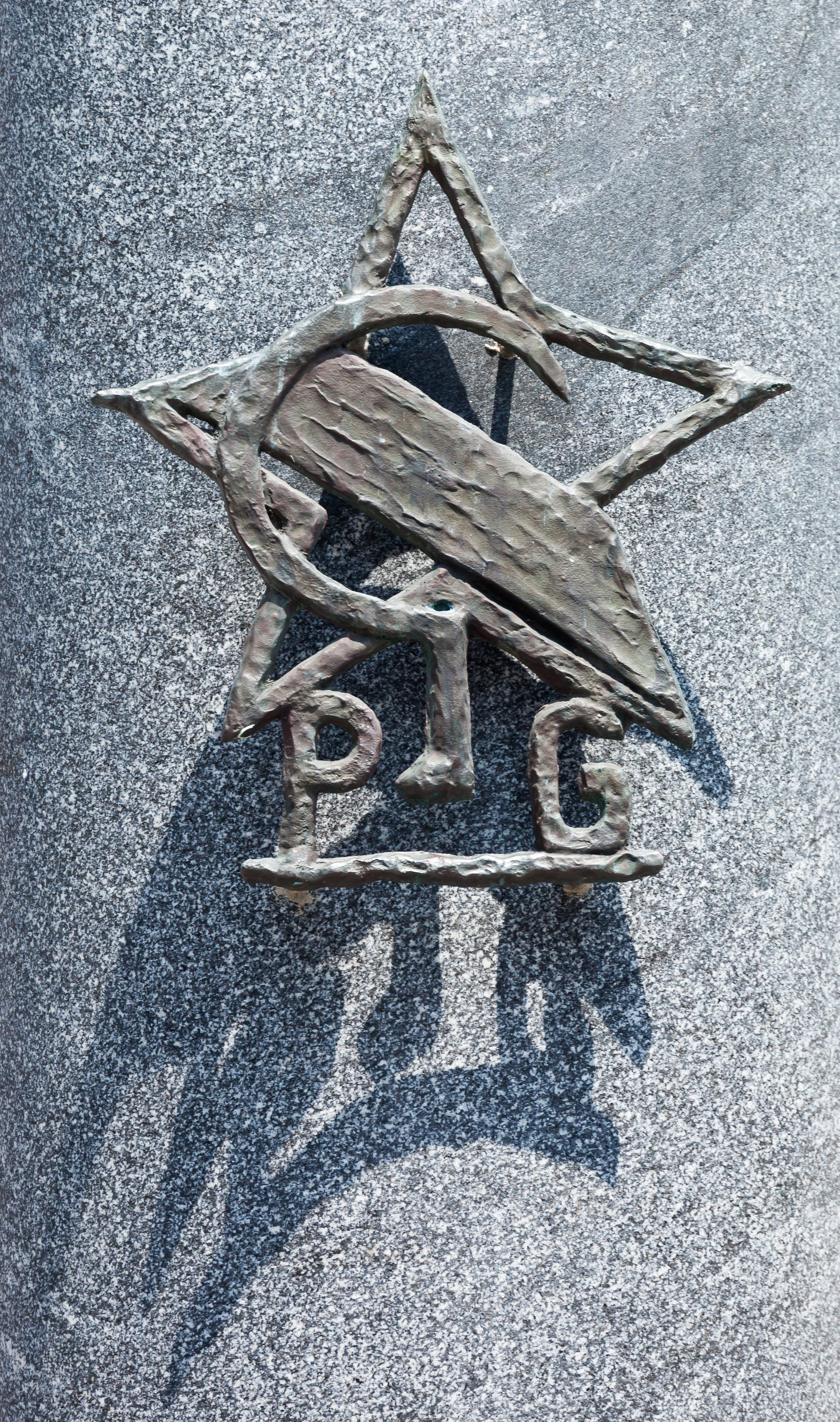
Escultura d'Alfons Vilar a Pontevedra en tribut al partit.

El Partit Comunista de Galícia Marxista Revolucionari (PCG-MR) va ser un partit polític de Galícia que formava la representació gallega del carrillista Partit dels Treballadors d'Espanya-Unitat Comunista.
Durant els primers anys de la dècada de 1980, el Partit Comunista de Galícia va sofrir les pugnes entre carrillistes i crítics que es duien a terme a nivell nacional que van culminar amb l'expulsió de Santiago Carrillo i els seus seguidors en 1985. Els carrillistes de Galícia van crear aquest any el PCG-MR per presentar-se a les eleccions autonòmiques de 1985, liderats per Julio Pérez de la Fuente. Els resultats electors van ser molt dolents en obtenir amb prou feines 8.318 vots (0,66%), sense aconseguir representació institucional (en les anteriors eleccions, el PCG va obtenir 32.623 vots i un escó; en les eleccions de 1985, ni el PCG-MR ni el PCG, que amb prou feines va obtenir 10.625 vots, van aconseguir representació).
En el següent procés electoral, les eleccions generals de 1986, el PCG-MR no es va presentar sota aquest nom, fent-ho en el seu lloc la Mesa per a la Unitat dels Comunistes, que va obtenir resultats lleument millors, 12.072 vots (0,94%).
En l'actualitat, el PCG-MR no té activitat, si bé encara està inscrit en el registre de partits polítics del Ministeri de l'Interior.